# Vranište
Pour le village kosovar, voir Vranište (Gora).
Vranište (en serbe cyrillique : Враниште) est un village de Serbie situé dans la municipalité de Pirot, district de Pirot. Au recensement de 2011, il comptait 104 habitants.

## Démographie
| 1948 | 1953 | 1961 | 1971 | 1981 | 1991 | 2002 | 2011 |
| ---- | ---- | ---- | ---- | ---- | ---- | ---- | ---- |
| 756  | 728  | 558  | 499  | 372  | 282  | 165  | 104  |

|  |